# Woda higroskopijna

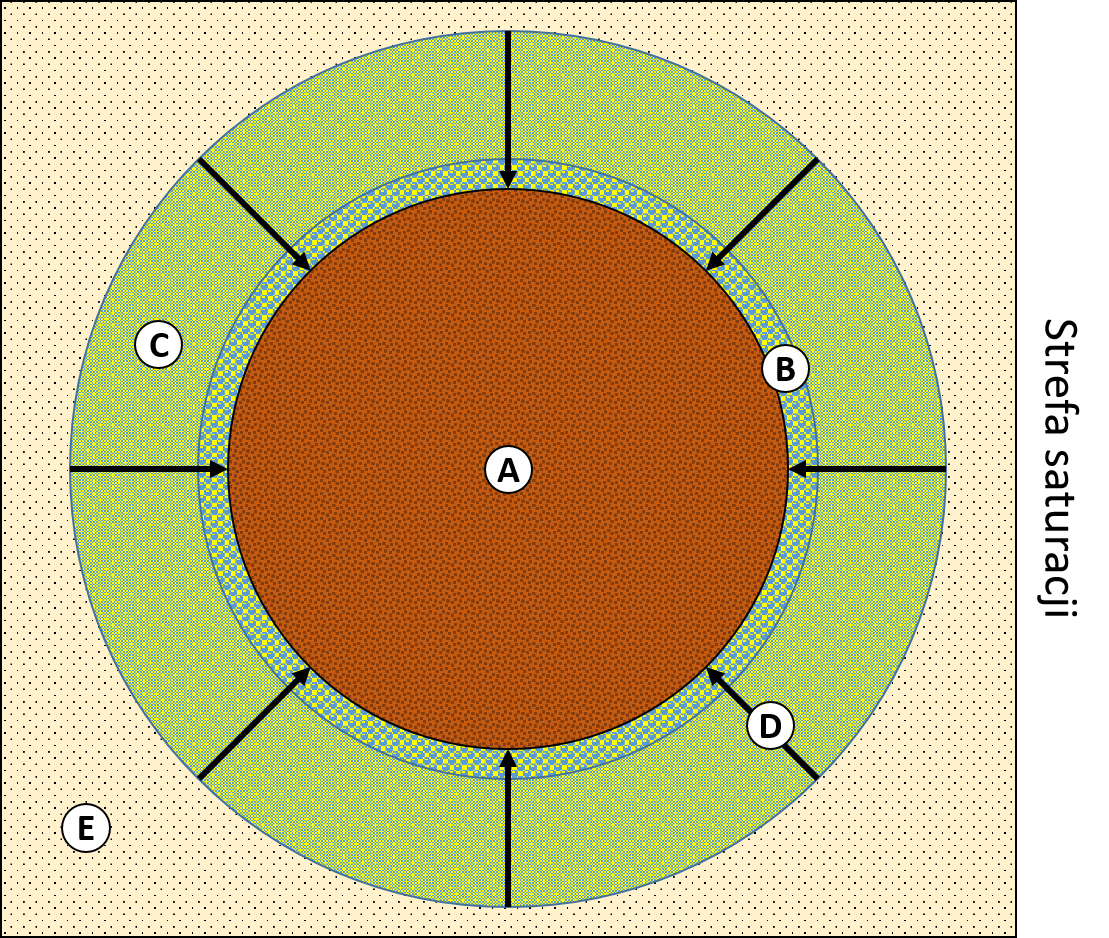
Schematyczne przedstawienie wód błonkowatej i higroskopowej. A – ziarno skalne; B – woda higroskopowa; C – woda błonkowata; D – kierunek działania siły adhezji i adsorpcji; E – powietrze glebowe z parą wodną.

Woda higroskopijna, woda higroskopowa, woda adsorpcyjna – rodzaj wód występujących w strefie aeracji. Powstaje w wyniku adsorpcji pary wodnej z powietrza glebowego na powierzchni ziaren mineralnych. Proces powstawania wody higroskopowej rozpoczyna się już przy wilgotności względnej 10% i trwa aż do osiągnięcia maksymalnego stanu wilgotności higroskopowej, wówczas rozpoczyna się wiązanie wody błonkowatej.
Zdolność skał do wiązania pary wodnej z gleby nazywa się wodochłonnością higroskopową i jej wartość zwiększa się odwrotnie proporcjonalnie do grubości ziaren. Przykładowo zdolności adsorpcyjne żwirów to 0,05% a skał ilastych nawet 20%.
Jeżeli woda otacza całe ziarno skalne to jest to wtedy higroskopowość pełna, jeżeli zaś tylko jego fragment to higroskopowość niepełna. Gromadzi się wokół drobiny gruntowej w postaci warstewki o grubości nieprzekraczającej 2,76 • 10−2 μm. Warstewka ta ma postać zbliżoną do sprężystego ciała stałego i charakteryzuje się właśnie takimi właściwościami: ma dużą gęstość (2 g/cm³) i niską temperaturę zamarzania (nawet –78 °C), nie podlega działaniu sił grawitacji, nie wpływa na ciśnienie hydrostatyczne, nie ma zdolności rozpuszczania i nie jest dostępna dla roślinności.
Przykładowa zawartość wody higroskopijnej w bentonicie wynosi ok. 14%. Obok wody kapilarnej, wody błonkowatej i wody wolnej jest jednym z elementów określających zawartość wody w glebie.